# John Kosh
John Kosh, conocido profesionalmente como Kosh, es un director de arte, artista gráfico y productor audiovisual británico conocido fundamentalmente por el diseño de portadas para álbumes musicales, que incluyen trabajos tan notables como Abbey Road de The Beatles o Who's Next de The Who. A lo largo de su carrera profesional ha sido reconocido con tres premios Grammy al mejor diseño de embalaje.

## Biografía
Nacido en Londres, Kosh comenzó su carrera profesional como diseñador gráfico trabajando a mediados de los años 60 para el Royal Ballet y la Royal Opera House antes de ser contratado en 1969 como director creativo de la compañía Apple Records. Durante este período, diseñó las portadas de los dos últimos álbumes de The Beatles, Abbey Road y Let It Be así como diversos trabajos para John Lennon y Yoko Ono, entre los que destaca el embalaje del Wedding Album. También trabajó con The Rolling Stones, Badfinger y con The Who, para los que diseñó la portada de su álbum Who's Next. En 2003, la cadena de televisión VH1 calificó esta portada como la segunda mejor de la historia del rock.
Convertido ya en un artista de prestigio en la vanguardia londinense, en 1973 se mudó a Los Ángeles, donde continuó diseñando para músicos como Jimmy Buffett, Bob Dylan, The Eagles, Dan Fogelberg, Carole King, Randy Newman, Pointer Sisters, Richard Pryor, Ringo Starr, Linda Ronstadt, Electric Light Orchestra, Bob Seger, Rod Stewart, Spinal Tap y James Taylor. Kosh fue siete veces nominado a los Premios Grammy, obteniendo tres de ellos por los álbumes de Linda Ronstadt; Simple Dreams (1977), Get Closer (1986) y Lush Life (1987).
En 1988 fundó en Los Ángeles, junto diseñador gráfico Larry Brooks, el estudio de diseño Kosh Brooks Design, realizando trabajos para empresas como Capitol Records, Columbia-TriStar, Walt Disney Studios, Fox Television, The Gurin Company, CNN, MCA, MGM, la NFL (diseñó el logotipo de la Super Bowl XXI), Sony Records y Warner Bros.
En 1995 Kosh fundó junto a la actriz Susan Shearer la compañía "Ten Worlds Entertainment". Dirigieron parte de los documentales "When The Lion Roars—The MGM Story" y "In Search of Dr. Seuss", galardonados con un Premio Emmy. Entre 1992 y 1998 se hicieron cargo de la dirección de la retransmisión de los Premios Billboard para Fox TV. Fueron responsables de la producción del especial de la CBS del especial "60 Years of Life Magazine" presentado por Candice Bergen. Diseñaron el espectáculo del 75 aniversario de Warner Bros., "Glorious Technicolor", presentado por Angela Lansbury y el programa especial fin de año "Life Remembers for CBS". Ten Worlds recibió la aclamación de la crítica por su trabajo en los documentales "The Last Days of Kennedy and King" para TBS y "100 Years −100 Movies" para el America Film Institute y la CBS. 
En 2005, Kosh convirtió Ten Worlds Entertainment en Ten Worlds Productions, Inc. Bajo esta nueva denominación, produjo y dirigió una serie de documentales para The History Channel que comenzó con el documental "Declassified: The Rise and Fall of the Wall" y continuó con trece episodios que se centraron en figuras como John Lennon, Fidel Castro, Charles Lindbergh, Iósif Stalin y en hechos históricos como la Ofensiva del Tet o la Primera Guerra Mundial.

## Reconocimientos
A lo largo de toda su trayectoria profesional, Kosh ha recibido nueve nominaciones a los Premios Grammy, resultando ganador en tres ocasiones:
- Premios Grammy de 1986 – John Kosh y Ron Larson (directores artísticos) "mejor diseño de embalaje" por Lush Life de Linda Ronstadt[12]
- Premios Grammy de 1983 – John Kosh y Ron Larson (directores artísticos) "mejor diseño de embalaje" por Get Closer de Linda Ronstadt[13]
- Premios Grammy de 1978 – John Kosh (director artístico) "mejor diseño de embalaje" por Simple Dreams de Linda Ronstadt[14]

Kosh ha participado en diseño de más de dos mil portadas de álbumes. Una parte de su obra se expone en el Salón de la Fama del Rock and Roll en Cleveland (Ohio).